# Бьюдский свет

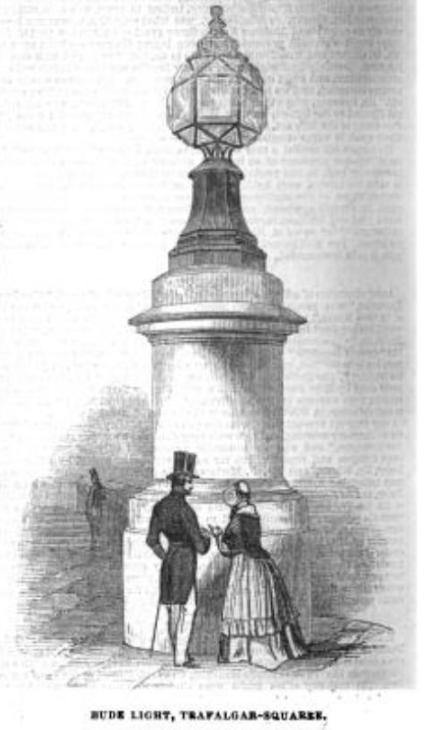
Бьюдский фонарь на Трафальгарской площади (рисунок, 1845).

Бьюдский свет (англ. Bude-Light) — конструкция яркой масляной (позднее газовой) лампы, разработанная Голдсуорси Гёрни и запатентованная 8 июня 1839 года. Название происходит от деревни Бьюд в Корнуолле (Англия), где изобретатель жил.

## История

### Маяки
Первой конструкцией стала кольцевая Аргандова горелка, внутрь которой вдувался кислород. Несгоревший углерод изнутри таким образом удавалось дожечь при высокой температуре, отчего начинал светиться несгоревший углерод на внешней поверхности масляного пламени. Неяркое жёлтое пламя лампы превращалось в яркое и белое. В 1838 году Гёрни сообщил результаты своих первых опытов Фарадею, который порекомендовал конструкцию Тринити-хаусу для использования на маяках. В 1839 году лампа была испытана на Орфордском маяке, установлено, что её свет в 2,5 раза сильнее, чем у обычной лампы, но она слишком дорога в эксплуатации.

### В Парламенте
Член Парламентского комитета по маякам Джозеф Юм участвовал в реконструкции Вестминстерского дворца после пожара 1834 года, и задумался об использовании новой лампы в Парламенте. В мае 1839 года он представил её комитету Палаты Общин, затем лампы были испытаны в помещении, где Палата заседала в то время в свете множества больших свечей величиной в 15 дюймов (38 см), тем не менее, совершенно неудовлетворительном. Аргандовы лампы и газовые рожки уже были испытаны и отвергнуты.
Гёрни показал, что его лампа в производстве стоит столько же, сколько Аргандова того же размера, но света даёт вдвое больше при увеличении расхода топлива всего лишь на четверть. Испытания выявили и недостатки лампы: невозможно было подрезать фитили, не прерывая заседания, трудности создавали и гибкие шланги для подвода кислорода. Получение кислорода из природной двуокиси марганца, добываемой в Девоне и Корнуолле, тоже оказалось сложнее и дороже, чем Гёрни рассчитывал.
Он начал перерабатывать конструкцию для создания «атмосферической» Бьюдской лампы, в которой кислород был бы заменён воздухом с наименьшей потерей в свете. Чтобы избавиться от фитиля, он применил в горелке вместо жидкого топлива коксовый газ, который очищал и насыщал парами лигроина, скипидара и каучука. Газ пропускался через кольцевую горелку «чтобы теплопроводностью и излучением сообщить ему достаточную температуру, чтобы он отдал углерод немедленно по выходе из отверстия горелки, а затем… ввести атмосферный воздух в нужные места пламени». Это тонкое устройство создавало «сияние, достаточно яркое для уличного и внутреннего освещения». Саморегулирующиеся атмосферические Бьюдские лампы, заключённые в герметичных фонарях с вентиляционной трубой для отвода продуктов сгорания, были установлены во временном зале заседаний Палаты Общин и сократили затраты на освещение до 6 шиллингов за вечер, в то время как свечи стоили 6 фунтов 8 шиллингов (в одном фунте 20 шиллингов). Вскоре такие же лампы появились в парламентской библиотеке, в лобби и одном из комитетов. Гёрни вышел с ними на рынок, предлагая свои лампы для церквей, общественных зданий, торговых заведений и частных домов.
Как ни странно, освещение нового Вестминстерского дворца было в порядке эксперимента отдано соперничавшим архитекторам Чарльзу Бэрри и Дэвиду Рейду; ни тот, ни другой не преуспели, и в 1853 году Парламент был освещён по системе Гёрни, что понравилось и лордам, и членам Палаты Общин, после чего, на следующий год, Гёрни был назначен руководить освещением, отоплением и вентиляцией дворца. Бьюдские лампы служили в Парламенте более полувека, до замены электрическим освещением.

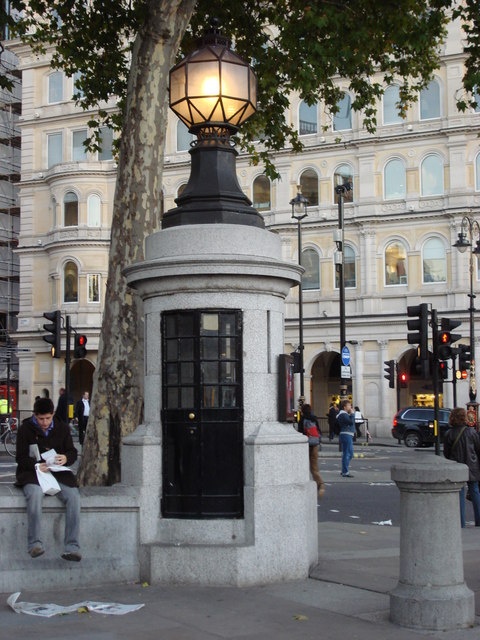
Фонарь на юго-восточном углу Трафальгарской площади. В его постаменте — маленький полицейский пост

### На Трафальгарской площади
Четыре Бьюдские лампы в восьмигранных светильниках установлены на Трафальгарской площади в 1845 году, в какой-то момент переделаны в электрические и используются до сих пор. Два фонаря против Национальной галереи установлены на высоких литых бронзовых колоннах, а два на юго-восточном и юго-западном углах — на гранитных постаментах. Фонари по проекту Чарльза Бэрри изготовлены Messrs. Stevens and Son в Саутварке.

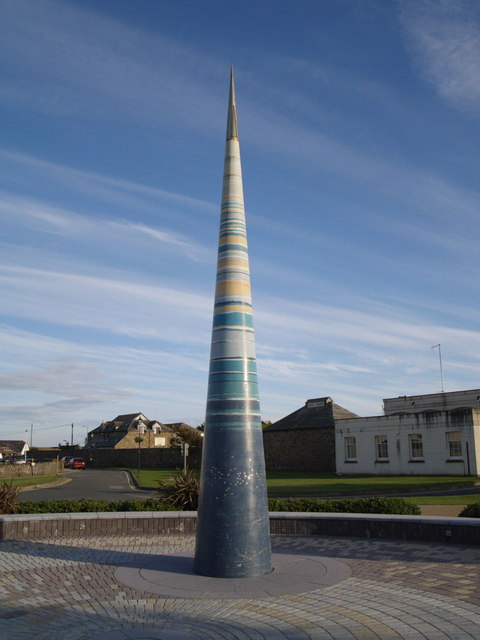
Bude Light 2000

## Памятник
В городке Бьюд в 2000 году открыта памятная инсталляция в честь Бьюдской лампы и Голдсуорси Гёрни, её авторы — Carole Vincent и Anthony Fanshawe. Объект освещается изнутри посредством волоконной оптики, вокруг него — несколько скамеек.